# A négy páncélos és a kutya

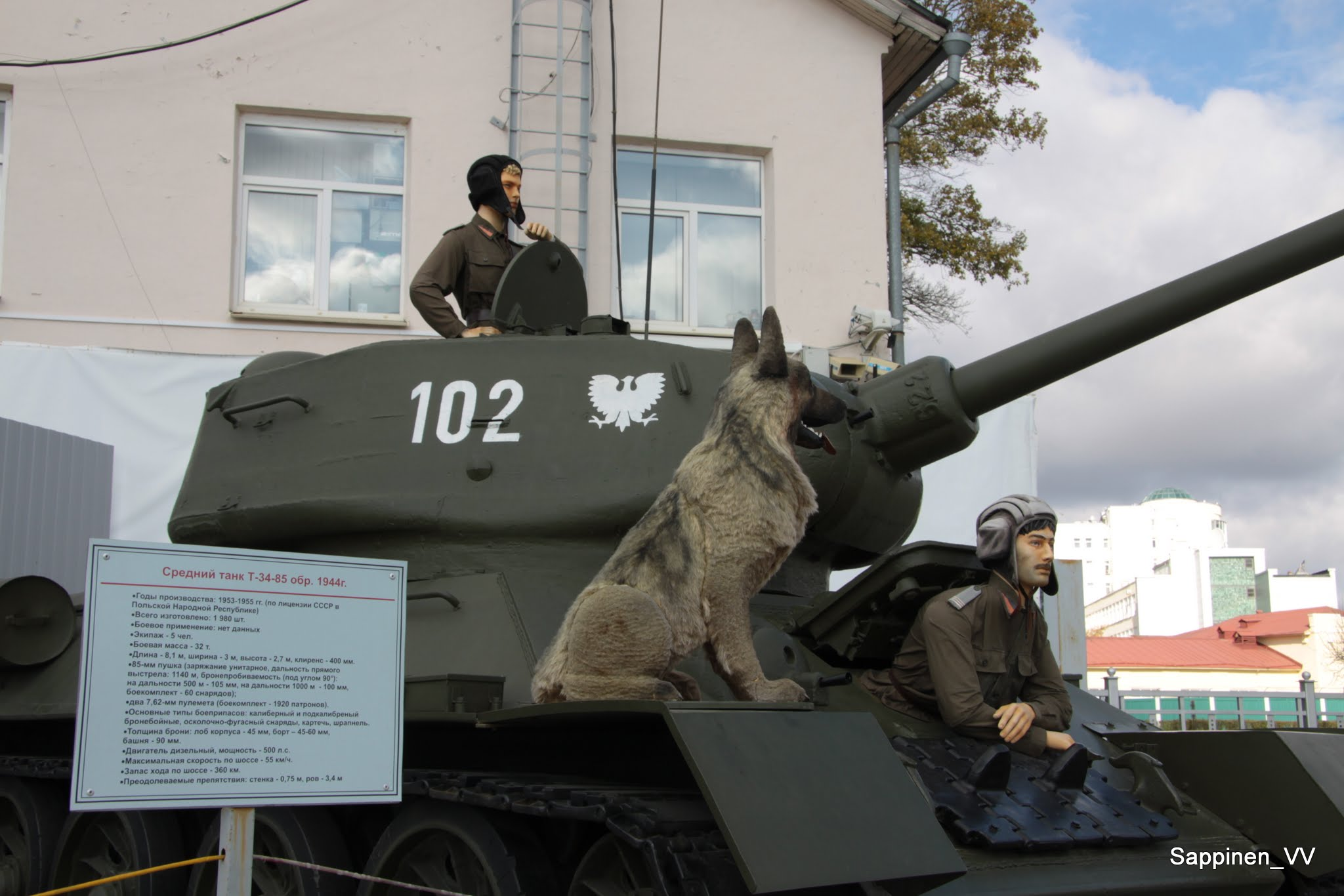
A „Rudy” tank a legénység egy részével (Katonai Felszerelések Múzeuma, 2012)

A négy páncélos és a kutya (Czterej pancerni i pies), egy fekete-fehér lengyel televíziós sorozat. A Janusz Przymanowski könyvéből 1966 és 1970 között forgatott sorozat három évada (összesen huszonegy), 55 perces epizódból állt. A széria a második világháború során, 1942 és 1945 között játszódik, az Első Lengyel Hadsereg T–34-es harckocsija legénységének kalandjait követi. Bár a könyv és a televíziós sorozat tartalmaz némi szovjet propagandát, a más háborús filmekben megszokottnál jóval kisebb mennyiségben; ezért is válhatott kultikussá Lengyelországban, a Szovjetunióban és a keleti blokk más államaiban.

## Szereplők

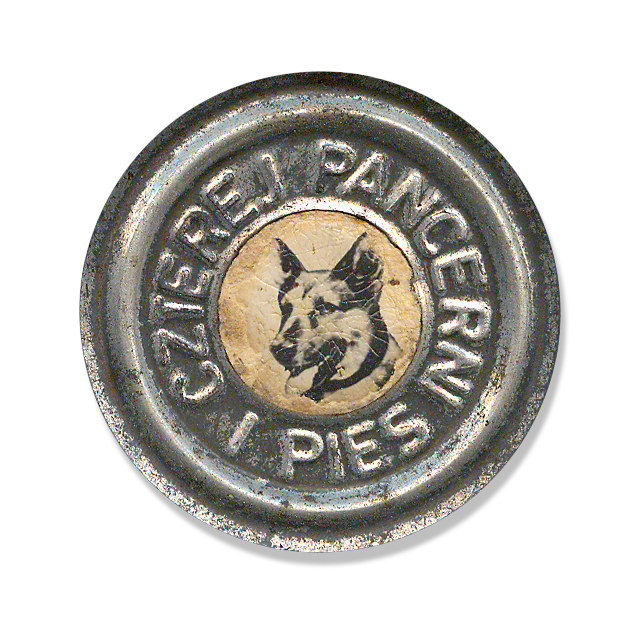
Czterej pancerni i pies jelvény

- Franciszek Pieczka(wd) (Gustlik Jeleń) magyar hangja: Csurka László
- Janusz Gajos(wd) (Janek Kos) magyar hangja: Fodor Tamás
- Roman Wilhelmi(wd) (Olgierd) magyar hangja: Láng József
- Wiesław Gołas(wd) (Tomek Czereśniak) magyar hangja: Bujtor István
- Włodzimierz Press(wd) (Grigorij Saakaszwili) magyar hangja: Madaras József (1-13. rész) / Kertész Péter (14-21. rész)[1]
- Gömböc, a német juhászkutya

## Epizódok

### 1. évad

#### Öröm és Bánat
Elérkezik a várva várt pillanat: Janek csapata a frontra megy. Az első tűzpróbából győztesen kerülnek ki, s akkor is megállják a helyüket, amikor rejtőzködő, csapdát állító németekkel hozza össze őket a sors.

#### Keresztutak
A fiúk (Grigorij, Janek és Gustlik) kikerülnek a kórházból és északnak indulnak, hogy megkeressék a csapattestüket, és újra harcba szállhassanak Olgierd oldalán.

#### A tenger
Utuk során megtalálják „Piros”t („RUDY”t) a csatamezőn, egy a motort védő páncélzaton tátongó lyukkal. Vele esett el imádott Parancsnokuk Olgried. A fiúkhoz szóló utolsó levelében meghagyta a végakaratát: „Piros”nak el kell érnie a tengert. A legmodernebb technikájú tank ajánlatára fittyet hányva, új motort rendelnek és megpróbálják megjavítani, az erre nem alkalmas időben. Ha sikerül, irány a csata! Irány a tenger!

### 2. évad

#### Kísértetek A Kastélyban
Ebben az epizódban egy német falu kastélyát foglalják el. Ahol német ejtőernyősök rejtőzködnek.